# Wielki Rogoźnik

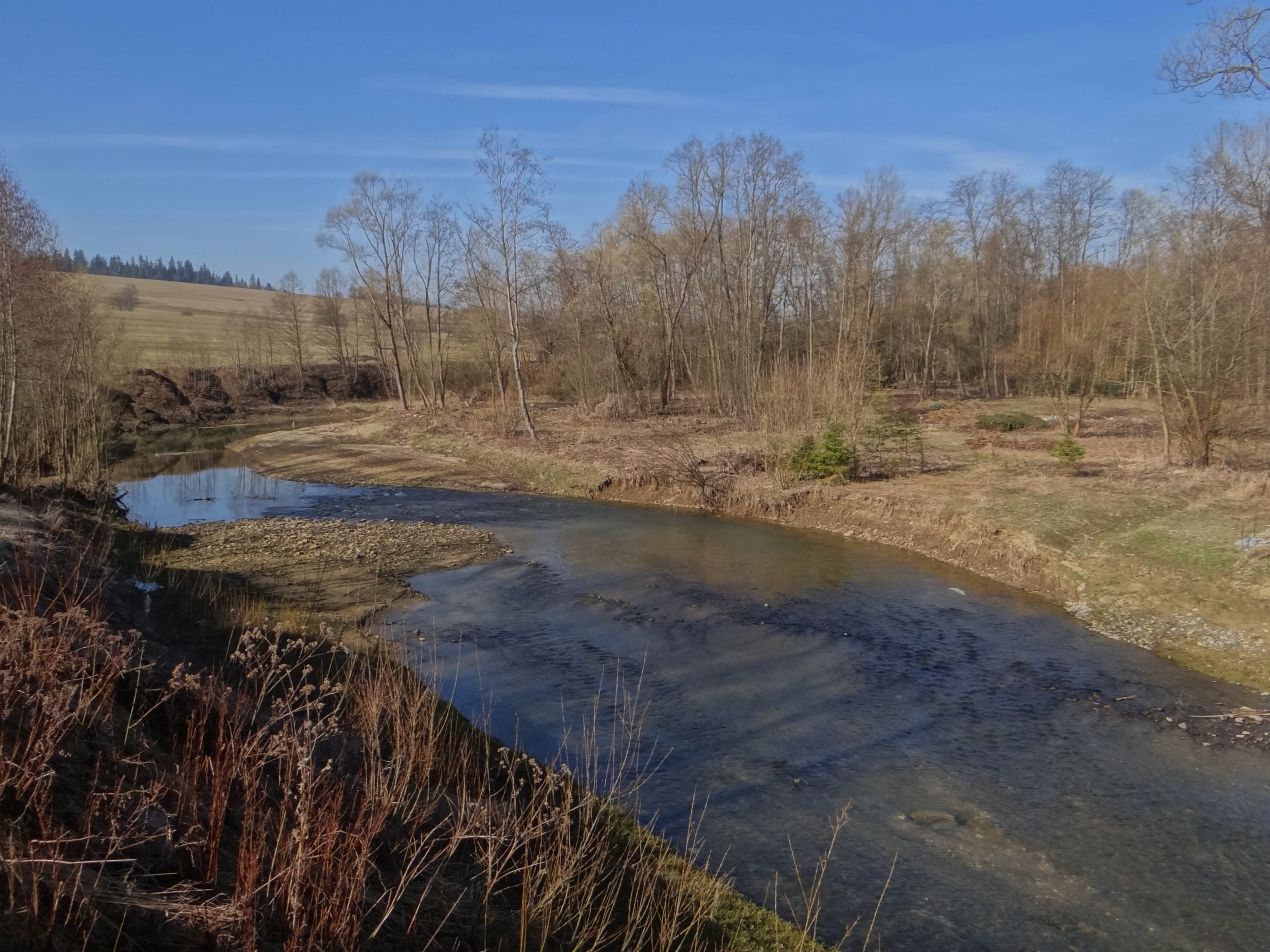
Wielki Rogoźnik w Rogoźniku

Wielki Rogoźnik – potok, dopływ Czarnego Dunajca. Jest dolnym biegiem potoku Cichy. Powstaje w miejscowości Stare Bystre w miejscu ujścia potoku Bystry na wysokości 643 m n.p.m. Przepływa przez miejscowości Stare Bystre, Rogoźnik i Ludźmierz. W tym ostatnim uchodzi do Czarnego Dunajca jako jego prawy dopływ. Następuje to na wysokości 596 m,  w miejscu o współrzędnych 49°27′48″N 19°59′11″E/49,463333 19,986389.
Wielki Rogoźnik  ma długość 25, 6 km, a powierzchnia jego zlewni wynosi 124 km². Płynie przez płaskie tereny Kotliny Nowotarskiej, na części swojego biegu tworzy granicę między tą kotliną, a Pogórzem Gubałowskim. Ma niewielki spadek (zaledwie 47 m na całej swojej długości), jest więc typowym potokiem nizinnym o krętym korycie, meandrującym na znacznej części swojego biegu. Koryto ma wąskie, o stromych brzegach. Ma głównie prawoboczne dopływy spływające z Pogórza Gubałowskiego.  Większe z nich to: Bystry, Czerwony Potok, Raczy Potok (Molczy Potok), Trawny, Mały Rogoźnik (Rogoźniczek).
Średni roczny przepływ potoku w latach 1966-1990 wyniósł w dolnym biegu (w Ludźmierzu) 1,87 m³/s, przepływ maksymalny 213 m³/s, a rozpiętość stanu wody 3,7 m.